# Triệu Vũ Linh vương
Triệu Vũ Linh vương (chữ Hán: 趙武靈王, 356 TCN - 295 TCN), tên thật là Triệu Ung (趙雍), là vị vua thứ sáu của nước Triệu - chư hầu nhà Chu trong lịch sử Trung Quốc. Ông trị vì từ năm 325 TCN đến năm 299 TCN, tổng 26 năm. Đến năm 299 TCN, ông nhường ngôi cho Triệu Huệ Văn vương, tự mình xưng làm Triệu Chủ phụ (趙主父), tương đương danh vị Thái thượng vương. Ông ở ngôi vị Chủ phụ đến khi qua đời, tổng cộng 5 năm.
Dưới thời đại của ông, nước Triệu áp dụng Hồ phục kị xạ (胡服騎射) làm chính sách, đẩy nước triệu trở nên cường thịnh, tranh chấp được với các nước Tần, nước Tề, nước Sở, diệt được Trung Sơn, đánh bại Lâu Phiền, Lâm Hồ. Ông cũng là vị vua Triệu đầu tiên xưng Vương.

## Triệu chủ

### Hợp tung chống Tần
Triệu Ung là con của Triệu Túc hầu, vị vua thứ năm của nước Triệu. Năm 326 TCN, Triệu Túc hầu qua đời, Triệu Ung lên ngôi vua, đương thời gọi là Triệu hầu Ung (趙侯雍).
Triệu Ung lên ngôi khi còn ít tuổi, chính sự do Triệu Báo làm chủ, ngoài ra có Phì Nghĩa (肥义) cùng các lão thần ngoài 80 tuổi của đời vua trước. Vũ Linh vương phong cho Triệu Báo làm tướng quốc, tước Dương Văn quân (阳文君).
Cùng năm 325 TCN, Ngụy Huệ vương sai Thái tử Tự, Hàn Tuyên Huệ vương sai Thái tử Thương (sau là Hàn Tương Ai vương) triều kiến Triệu hầu Ung.
Lúc đó, chiến tranh giữa các chư hầu ngày càng ác liệt và các nước có chủ trương hình thành liên minh đánh lẫn nhau. Năm 323 TCN, theo kế sách liên hoành của Trương Nghi, Tần Huệ Văn vương gặp và liên minh với Tề Tuyên vương, Sở Hoài vương. Cùng lúc đó, để đối phó, tướng quốc nước Ngụy là Công Tôn Diễn kiến nghị Ngụy Huệ vương hội kiến để liên minh với vua các nước Hàn, Triệu, Yên và Trung Sơn.Triệu Ung đến hội với vua 4 nước. Khi đó Hàn và Ngụy đã xưng vương, 3 nước Yên, Triệu và Trung Sơn chưa xưng vương. Tại cuộc hội kiến này, theo đề nghị của nước Ngụy, 3 nước Yên, Triệu và Trung Sơn chính thức xưng vương và được Hàn, Ngụy công nhận. Đó là sự kiện "5 nước cùng xưng vương" ("Ngũ quốc tương vương"), tiến hành hợp tung, thực hiện một mặt trận liên hợp để chống khối liên minh của Tần, Tề, Sở. Từ đó Triệu Ung có vương hiệu, khác với các đời trước chỉ có tước "hầu".
Sau khi hợp tung, Triệu Vũ Linh vương càng thân với nước Hàn hơn. Năm 322 TCN, ông hội với Hàn Tuyên Huệ vương và năm sau lấy con gái vua Hàn làm phu nhân.
Năm 318 TCN, Triệu Vũ Linh vương theo lời kêu gọi của Công Tôn Diễn, cùng các nước Hàn, Yên, Sở theo quyết định hợp binh với nước Ngụy cùng đánh nước Tần, cử Sở Hoài vương làm Tung trưởng. Tuy nhiên cuối cùng chỉ có 3 nước Hàn, Triệu, Ngụy (Tam Tấn) thực sự xuất quân hợp lực tấn công nước Tần. Ba nước ra quân, bị tướng Tần là Sư Lý Tật đánh bại, tám vạn quân chư hầu bị giết.
Tề Mẫn vương nhân lúc quân Triệu thua Tần bèn trở mặt đánh Triệu, quân Triệu lại bị thua ở Quan Trạch.

### Quan hệ với chư hầu

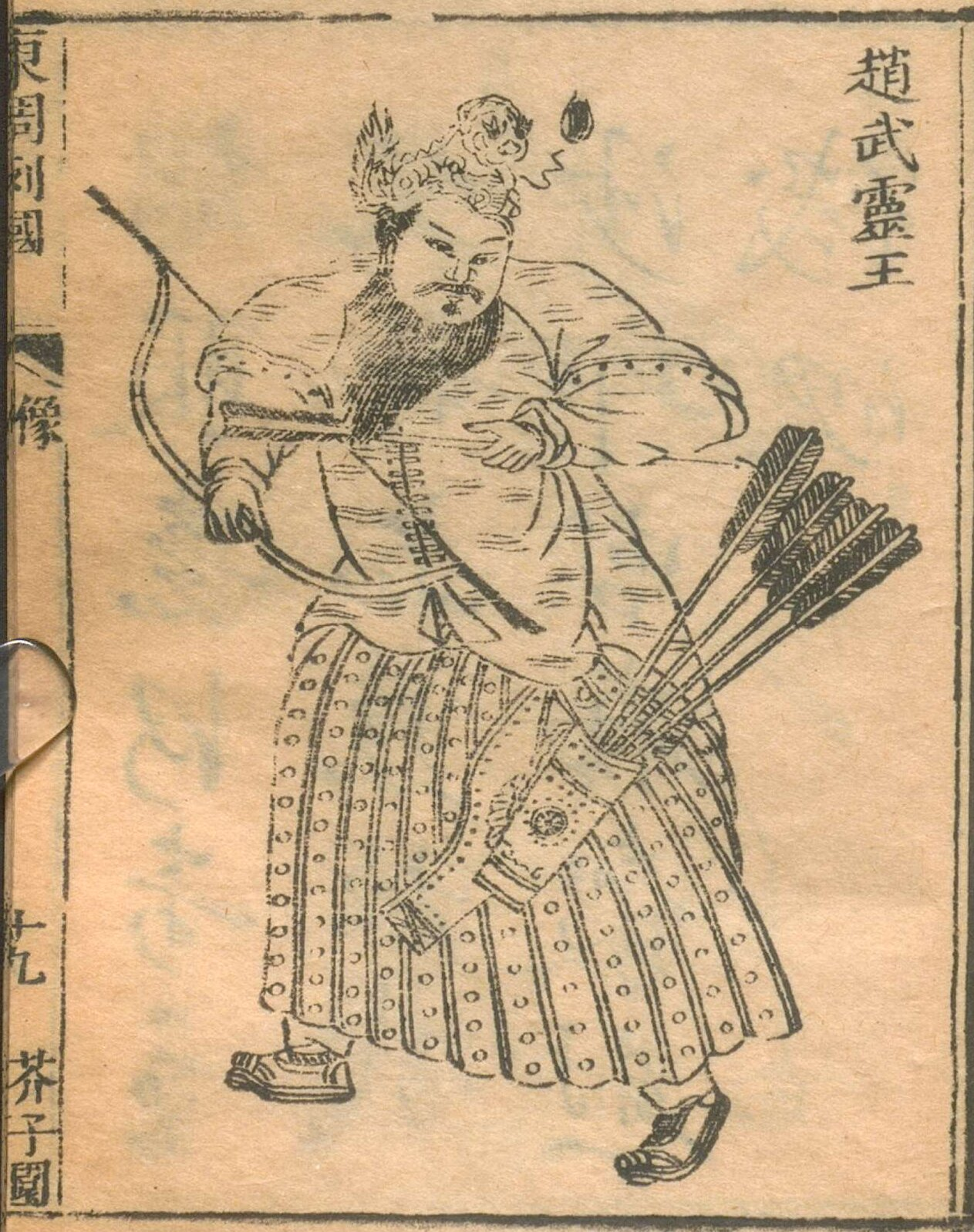
Triệu Vũ Linh vương

Năm 317 TCN, nước Yên láng giềng xảy ra loạn lạc. Yên vương Khoái nhường ngôi cho tướng quốc Tử Chi. Người nước Yên phản đối Tử Chi nên trong nước xảy ra chiến sự. Công tử Chức nước Yên chạy sang nước Triệu. Năm 315 TCN, Tử Chi bị giết, Triệu Vũ Linh vương sai Nhạc Trì mang quân đưa công tử Chức về nước lập làm vua, tức là Yên Chiêu vương.
Năm 313 TCN, Tần Huệ Văn vương sai quân đánh Triệu, Triệu Vũ Linh vương sai tướng Triệu Trang ra chống, nhưng thất bại, Triệu Trang bị quân Tần bắt.
Năm 307 TCN, Tần Vũ vương cố cử đỉnh nặng của nhà Chu nên bị gãy chân và chết. Triệu Vũ Linh vương sai tướng quốc nước Triệu là Triệu Cố đón công tử Doanh Tắc ở nước Yên về Tần nối ngôi, tức là Tần Chiêu Tương vương.

### Cải cách và mở rộng bờ cõi
Trong những năm đầu ông cai trị, nước Triệu liên tục bị các bộ lạc phương Bắc quấy rối, thất bại liên miên và bị đặt trong tình huống nguy cấp. Năm 307 TCN, Vũ Linh vương cùng với Phì Nghĩa bàn chính sự, rồi đem quân đánh nước Trung Sơn, nhưng không thắng phải lui binh.
Cùng năm, Vũ Linh vương triệu kiến quần thần bảo rằng: 
"Hiện tại Trung Sơn ở giữa, Bắc có nước Yên, đông có Hồ, Tây có Lâm Hồ, Tần, Hàn, nước nào cũng có binh lực hùng mạnh, nước Triệu ta yếu lại ở cái địa thế đó, thì có thể bị diệt. Nếu muốn làm cho đất nước hùng cường, nhất định phải bỏ tục cũ, toàn quốc đổi mặc quần áo người Hồ".
Lâu Hoãn tán thành ý kiến của ông. Trong khi đó những thành viên bảo thủ trong triều, trong đó có Phì Nghĩa cho đó thực chất là bắt chước Bắc Địch. Vũ Linh vương sai chú là công tử Thành dẫn đầu mặc hồ phục, Thành không theo, cáo bệnh không vào triều, Vũ Linh vương đích thân đến thăm và thuyết phục. Triệu Thành nghe theo, ủng hộ cải cách. Năm 306 TCN, nước Triệu tiến hành đổi trang phục như người Hồ cho gọn nhẹ, dễ chiến đấu.
Triệu Vũ Linh vương chiêu mộ những người giỏi cưỡi ngựa, bắn tên để lập ra quân đội thiện chiến. Năm 306 TCN, ông tiếp tục đánh nước Trung Sơn, tiến đến đất Ninh Hà, phía tây đánh người Hồ tới Du Trung.
Khi trở về, ông sai một loạt sứ thần đi thăm các nước: Lâu Hoãn đi sứ Tần, Cừu Dịch đi sứ Hàn, Vương Bồn đi nước Sở, Phú Đinh đi nước Ngụy, Triệu Tước sang nước Tề.
Triệu Vũ Linh vương còn sai tướng quốc nước Đại là Triệu Cố thu thập chiêu mộ người Hồ đưa vào quân đội nước Triệu.
Năm 305 TCN, Triệu Vũ Linh vương lại đánh Trung Sơn, sai Triệu Thiệu chỉ huy hữu quân, Hứa Quân chỉ huy tả quân, con lớn là công tử Chương chỉ huy trung quân, Ngưu Tiễn chỉ huy quân Kỵ, Triệu Hy chỉ huy quân Hồ và quân Đại, tự mình làm tổng chỉ huy. Quân Triệu hợp nhất ở Khúc Dương, đánh lấy huyện Đan Khâu và Hoa Dương, sau đó lấy Cảo Thạch và Đông Viên. Vua Trung Sơn sợ hãi phải dâng 4 ấp để cầu hòa. Triệu Vũ Linh vương bèn rút quân.
Tuy vậy, Triệu Vũ Linh vương vẫn không ngừng đánh Trung Sơn. Từ năm 302 TCN đến 300 TCN, ông lại đánh Trung Sơn, lấy đất đai phía bắc, khiến bờ cõi nước Triệu thông kề với nước Yên.
Ngoài Trung Sơn, Vũ Linh vương còn mở mang đất đai những hướng khác. Năm 306 TCN, quân Triệu tiến hành các cuộc kinh lược những vùng đất ở phía tây bắc khi vua Tần Vũ vương mới chết và đã rất thành công, thu phục nhiều tiểu quốc. Năm 304 TCN, Vũ Linh vương phát động chiến tranh với các bộ lạc ở thượng nguồn sông Hoàng Hà. Với những thắng lợi ấy, lãnh thổ của Triệu đã trở nên rộng lớn, đông giáp nước Yên, bắc tới tận Hoàng Hà, phía tây, mở rộng đến Vân Trung, Cửu Nguyên.

## Triệu chủ phụ

### Truyền ngôi
Triệu Vũ Linh vương vốn đã có con trai lớn là Triệu Chương và lập làm Thái tử. Năm 310 TCN, trong một lần nằm mơ ông thấy một người con gái rất đẹp gảy đàn hát. Khi tỉnh dậy, ông kể lại chuyện cho các quan lại nghe trong khi uống rượu. Đại thần Ngô Quảng về bàn với vợ, rồi đem con gái là Ngô Mạnh Diêu rất có nhan sắc dâng lên Triệu vương. Vũ Linh vương lập tức phải lòng rồi lập Ngô Mạnh Diêu làm vương hậu.
Ngô Mạnh Diêu sinh người con thứ là Triệu Hà, rất được Vũ Linh vương yêu mến. Ông phế bỏ Triệu Chương, lập Triệu Hà làm thái tử.
Năm 301 TCN, Ngô Mạnh Diêu mất, Triệu Vũ Linh vương sai Chu Thiệu giúp đỡ công tử Triệu Hà.
Năm 299 TCN, Triệu Vũ Linh vương quyết định nhường ngôi cho Triệu Hà. Ông tập hợp trăm quan làm lễ ở thái miếu, lập Triệu Hà làm Triệu vương, tự mình xưng là Chủ Phụ (主父), tiền thân của danh hiệu Thái thượng hoàng sau này, sai Phì Nghĩa làm tướng quốc.

### Sang sứ Tần
Tuy đã nhường ngôi nhưng Vũ Linh vương vẫn tham gia chính sự. Triệu Hà mới 12 tuổi làm vua, tức là Triệu Huệ Văn vương. Triệu Chủ Phụ tiếp tục hướng Triệu Hà theo đường lối ăn mặc kiểu người Hồ, phát triển quân đội và mở mang đất đai.
Ông hướng về phía tây, muốn đánh nước Tần, nên tự mình giả làm sứ giả nước Triệu sang sứ nước Tần để xem xét địa thế và con người vua nước Tần. Tần Chiêu Tương vương lúc đầu không nhận ra Triệu Chủ Phụ, nhưng sau đó thấy tướng mạo đường bệ, ăn nói chững chạc không giống người làm bề tôi nên nghi ngờ. Khi đoàn sứ nước Triệu lên đường trở về, vua Tần sai người đuổi theo định giữ lại nhưng không kịp, vì Chủ Phụ đã ra khỏi cửa ải.
Năm 297 TCN, Chủ Phụ mang quân tới phía tây đất Đại hội với vua Lâu Phiền. Sang năm 296 TCN, ông diệt hẳn nước Trung Sơn, dời vua Trung Sơn đến Lư Thi.

### Cái chết
Sau khi con thứ Triệu Huệ Văn vương lên ngôi, Chủ Phụ phong người con trưởng là Triệu Chương làm An Dương quân cai trị đất Đại. Triệu Chương bất bình vì không được làm vua Triệu, có ý không phục người em.
Năm 295 TCN, Chủ Phụ triệu tập quần thần. Thấy Triệu Chương phải làm lễ lạy phục người em và buồn bã, Chủ Phụ có ý thương, định chia nước Triệu làm hai và cho Chương làm Đại vương. Nhưng việc chưa quyết định thì ông lại cùng con thứ Huệ Văn vương đi chơi Dị Cung tại Sa Khâu.
Công tử Chương cùng thủ hạ Điền Bất Lễ nhân đó định làm đảo chính giết vua em, bèn mang quân tấn công Dị Cung. Cùng lúc, thủ hạ của Triệu vương là công tử Thành và Lý Đoái mang quân 4 ấp tới cứu, đánh tan quân Triệu Chương. Điền Bất Lễ bị giết, Triệu Chương chạy vào cung cầu cứu Chủ Phụ. Chủ Phụ sai mở cửa cho Chương vào.
Huệ Văn vương phong cho Công tử Thành làm tướng quốc, tước Bình An quân, phong Lý Đoái làm Tư khấu.
Lý Đoái và Công tử Thành đón Triệu Huệ Văn vương ra ngoài, rồi dẫn quân vào cung bắt giết Triệu Chương. Chủ Phụ không ngăn cản được. Tuy không động tới Chủ Phụ nhưng quân Lý Đoái không để ông thoát ra ngoài, vì sợ bị trị tội đã vây cung, và ra lệnh tất cả những người hầu phải rời cung nếu muốn tránh tội chết.
Chủ Phụ bị bỏ lại một mình trong cung sau khi tất cả những người hầu rời Dị Cung ở Sa Khâu. Ông bị bỏ đói, phải tự bắt chim non ăn. Cuối cùng sau 3 tháng, ông bị chết đói trong cung.
Triệu Ung ở ngôi vị tổng cộng 27 năm, xưng Vương 24 năm, làm Chủ Phụ 4 năm, khi mất ông khoảng 61 tuổi, thụy là Vũ Linh vương (武靈王).

## Nhận định
Sử ký ghi lại nhận định về Triêu Vũ Linh vương như sau:
Triệu chủ phụ trước lập con là Chương làm thái tử, sau lấy Ngô Hài rồi sủng ái, sinh ra Hà, đến lúc tuổi cao thì phế Chương mà lập Hà làm vua. Đến lúc Ngô Hài chết thì mới nhớ đến con lớn, muốn lập hai vương nhưng lại do dự chưa quyết, rồi sinh loạn, cha con cùng chết, làm cái trò cười cho thiên hạ...

## Gia quyến
- Cha: Triệu Túc hầu Triệu Ngữ.
- Hậu phi:

1. Hàn thị (韓氏), người nước Hàn, sinh ra Triệu Chương.
2. Ngô Mạnh Diêu (吳孟姚), sinh ra Triệu Huệ Văn vương và Triệu Báo. Sử gọi là Triệu Huệ hậu (趙惠后).

- Con cái:

1. Triệu Chương [趙章], tước An Dương quân (安陽君).
2. Triệu Huệ Văn vương.
3. Triệu Thắng, tước Bình Nguyên quân (平原君).
4. Triệu Báo (趙豹), tước Bình Dương quân (平阳君).